# Segnocinema
Segnocinema è stata una rivista italiana di cinema nata nel settembre del 1981 su iniziativa del Cineforum di Vicenza. Tra i fondatori Massimo Manduzio, Paolo Madron e Mario Calderale. L'ultimo direttore è stato Paolo Cherchi Usai.
Usciva ogni bimestre e si caratterizzava per avere una parte monografica (gli "speciali") dedicata a temi teorici di argomento cinematografico e una parte più informativa con ampio spazio alle recensioni di film usciti nelle sale.
A differenza di altre riviste di cinema, Segnocinema non usufruiva di nessun finanziamento per l'editoria da parte dello Stato italiano. La rivista esisteva esclusivamente per merito delle copie vendute e degli abbonamenti.

## Storia
Segnocinema nasce nel settembre del 1981, nell'ambito del Cineforum di Vicenza. Il primo decennio è di assestamento, con interventi di taglio accademico e massicce dosi di vecchia e nuova cinefilia. Tra il 1984 e il 1987, si segnalano i contributi di Alberto Crespi, Stefano Della Casa, Enrico Ghezzi, Alessandro Marangio, Filippo Porcelli.
Al debutto degli anni novanta inizia il dibattito su teoria e critica. La rivista diventa un vivace laboratorio dove si proiettano sul terreno concreto della critica le battaglie teoriche del decennio. Spiccano i contributi di Paolo Cherchi Usai (Il silenzio del critico, n. 45, 1990), di Gianni Canova (Contro la cinefilia, n. 46, 1990), di Flavio De Bernardinis (Il falò delle verità, n. 49, 1991), ma a dominare la scena è soprattutto il confronto fra l'empirista Alberto Pezzotta (Per una critica inattuale, n. 50, 1991) e il postmodernista Marcello Walter Bruno (La commedia degli equivoci, nn. 52-53, 1991). Il dibattito si smorza verso la metà del decennio. Mentre Marcello Walter Bruno scrive un saggio significativamente intitolato Perché non andrò più al cinema (n. 85, 1997), su Segnocinema iniziano a farsi notare i primi due critici convintamente post-theory: Vincenzo Buccheri (Vent'anni dopo, n. 82, 1996) e Roy Menarini (Bugiardo e più bugiardo, n. 87, 1997).
Negli anni zero il rinnovamento della rivista passa attraverso i nomi di Andrea Bellavita, Luca Bandirali ed Enrico Terrone, negli scritti dei quali si riprende la critica alla nozione di autore e ai luoghi comuni della critica cinematografica, e si manifesta l'esigenza di un rinnovamento metodologico.
Il 6 marzo 2023 viene annunciata sul sito internet ufficiale la cessazione delle pubblicazioni a tempo indeterminato per "cause di forza maggiore". Con il numero 240 di marzo-aprile 2023 la rivista cessa ufficialmente le pubblicazioni dopo quarantadue anni di attività.

## Speciali
La storia di Segnocinema oltre che dai nomi dei collaboratori è scandita dagli Speciali, a partire dal primo, Critica e critica (n. 1), passando per gli innovativi studi sui trailer (n. 31), sull'attore (n. 42), sul "non filmabile" (n. 46), sulla luce e sulla musica (n. 48 e n. 49), per arrivare sino ai numeri monografici dedicati ai classici del cinema italiano: Ultimo tango a Parigi (n. 113), 8½ (n. 119), C'era una volta in America (n. 125), Salò o le 120 giornate di Sodoma (n. 134), Io sono un autarchico (n. 138).

## Rubriche
Una rubrica storica di Segnocinema è lo SplitSegno - Perché sì, perché no, nella quale due critici si sfidano uno difendendo e l'altro stroncando un determinato film. Fra le altre rubriche che hanno scandito la storia della rivista si segnalano Scult, a cura di Marcello Garofalo, SegnoPixel a cura di Bruno Di Marino, SegnoCorti a cura di Anna di Martino, per arrivare alle più recenti ActorSegno a cura di Maria Paola Pierini e SegnoSound a cura di Sergio Bassetti.
| Controllo di autorità | BNF (FR) cb36597121v (data) |